# Nilgiri Mountain Railway

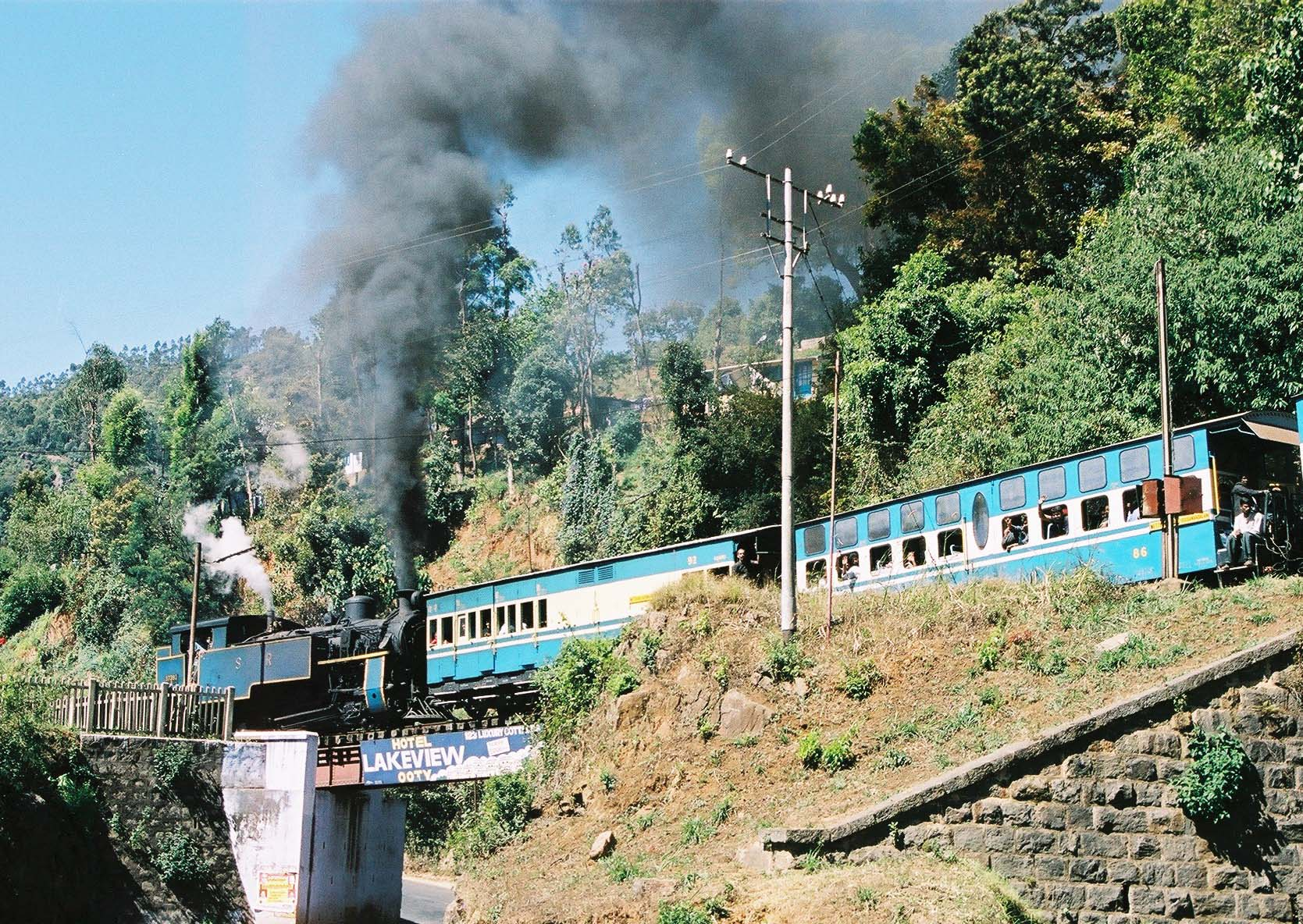
Ett Nilgiritåg på kuggstångsstäckan.

Nilgiri Mountain Railway (NMR) är en järnväg som kopplar samman Mettupalayam med Udhagamandalam (Ooty), i Nilgiribergen i södra Indien. Båda städerna ligger i delstaten Tamil Nadu. Den är den enda kuggstångsbanan i landet.

## Historia
Nilgiri Mountain Railway är en av de äldsta bergsjärnvägarna i Indien. Banan började diskuteras redan 1845 och stod klar 1899. Första operatör på banan var Madras Railway Company. Järnvägen är en av de få i världen som är helt beroende av ånglok.
Palghatdivisionen i Indian Railways, som är operatör på banan idag, har ett negativt resultat på 40 miljoner indiska rupier (~7 miljoner svenska kronor).[när?] Under banans hundraårsjubileum 1999 förklarade järnvägsministern Nitish Kumar att den inom kort skulle elektrifieras.
I juli 2005 blev banan ett världsarv då världsarvet Darjeeling Himalayan Railway utökades och bytte namn till Bergsjärnvägar i Indien sedan man uppnått nödvändiga kriterier som innebar att moderniseringsplanerna stoppades.

## Driften på banan
Banan är smalspårig och har 1000 mm spårvidd. 
Nedanför Coonoor blir järnvägen en kuggstångsbana för att klara av den kraftiga lutningen. På kuggstångssträckan kör man med speciella kuggstångslok tillverkade av Schweizerische Lokomotiv- und Maschinenfabrik vilka alltid är placerade i den ände som är längst ned. Genomsnittslutningen har faktorn 1 till 24,5 med ett maximum på 1 till 12.
Idag (2022) går endast ett tåg per dag längs kuggstångssträckan. Detta avgår från Mettupalayam tidigt på morgonen och återvänder tidigt på kvällen.
Mellan Coonoor och Udhagamandalam körs tågen med ett YDM4-diesellok som framförs på konventionellt sätt. På denna sträcka är loken också placerade längst ned. Även här är lutningen stor, 1 till 25.
Mellan Coonoor och Udhagamandalam är det fyra avgångar åt vardera hållet per dag. Dieselloken kan endast verka i den övre delen av banan, medan ångloken kan användas längs hela banan. 
Större delen av lokens underhåll görs i Coonoor. Vagnar underhålls i Mettupalayam.

## Rutten
Banan har en sträcka på 46 km och går genom 208 kurvor, 16 tunnlar och över 250 broar. Uppförsresan tar omkring 290 minuter och nedförsresan 215 minuter.

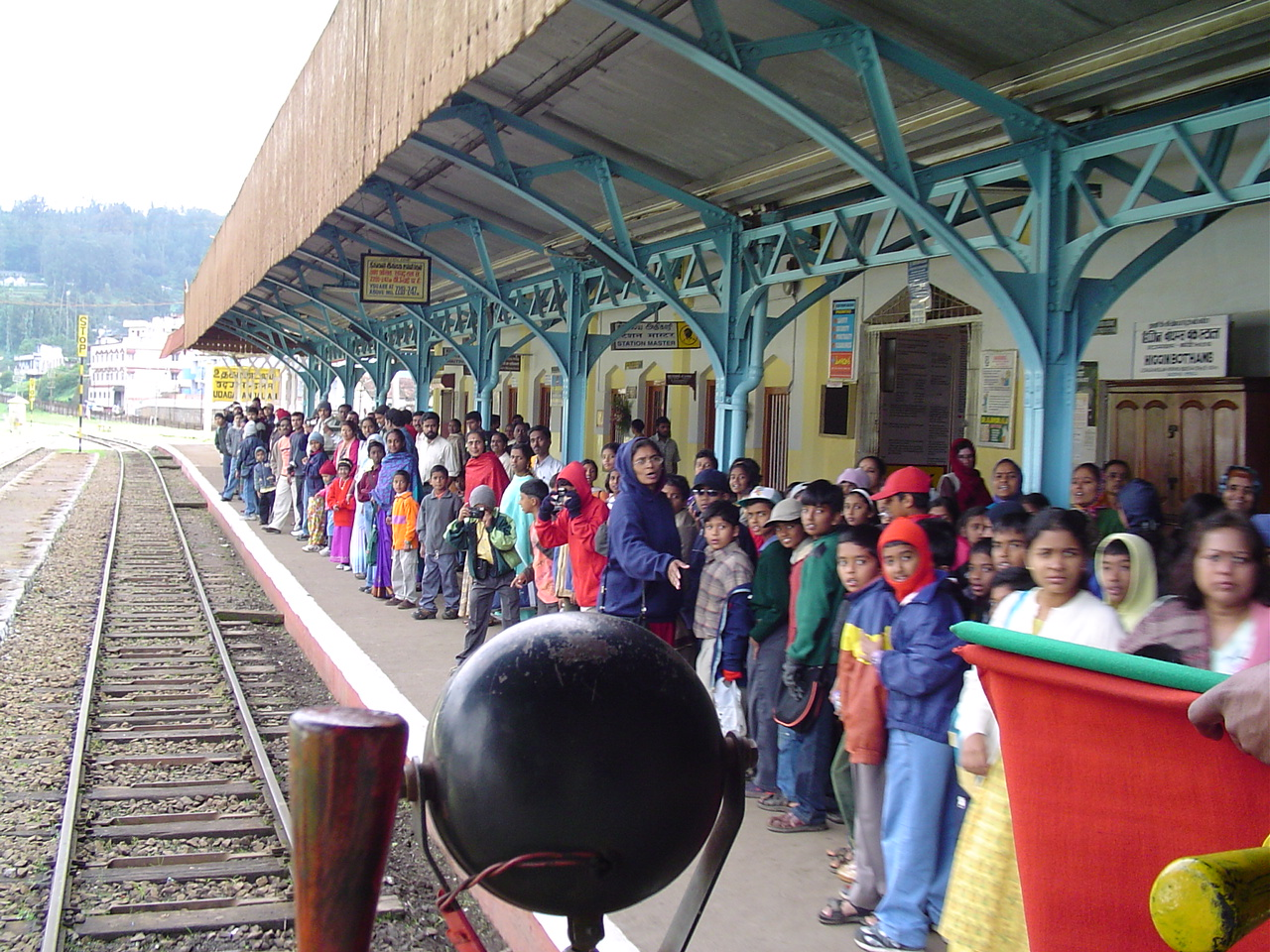
En stor grupp resenärer står på perrongen när Nilgiri ankommer till Ooty.